# Charles Allan Gilbert
Charles Allan Gilbert, conosciuto anche come C. Allan Gilbert (Hartford, 3 settembre 1873 – New York, 20 aprile 1929), è stato un pittore statunitense.

All Is Vanity (1892)

È particolarmente ricordato per un suo dipinto (un memento mori o vanitas) intitolato All Is Vanity. Il disegno impiega una doppia immagine in cui la scena di una donna che si ammira in uno specchio, quando vista da lontano, sembra assumere la forma di un teschio umano.
Il dipinto è stato poi ripreso dai Def Leppard per la copertina di Retro Active del 1993, realizzato da Hugh Syme.